# 凯文·麦克道尔
凯文·麦克道尔（英語：Kevin McDowell，1992年8月1日—），美国男子铁人三项运动员。他曾代表美国参加2020年夏季奥林匹克运动会铁人三项比赛，获得混合接力银牌和男子个人第六名。